# Liste der Biografien/Rosa
Liste der Biografien |
Portal Biografien |
Personensuche
# |
A |
B |
C |
D |
E |
F |
G |
H |
I |
J |
K |
L |
M |
N |
O |
P |
Q |
R |
S |
T |
U |
V |
W |
X |
Y |
Z |
?
 
Ra |
Rb |
Rd |
Re |
Rh |
Ri |
Rj |
Rk |
Rl |
Rm |
Rn |
Ro |
Rr |
Rs |
Rt |
Ru |
Rv |
Rw |
Rx |
Ry |
Rz
 
Roa |
Rob |
Roc |
Rod |
Roe |
Rof |
Rog |
Roh |
Roi |
Roj |
Rok |
Rol |
Rom |
Ron |
Roo |
Rop |
Roq |
Ror |
Ros |
Rot |
Rou |
Rov |
Row |
Rox |
Roy |
Roz 
 
Rosa |
Rosb |
Rosc |
Rosd |
Rose |
Rosh |
Rosi |
Rosj |
Rosk |
Rosl |
Rosm |
Rosn |
Roso |
Rosp |
Rosq |
Ross |
Rost |
Rosu |
Rosv |
Rosw |
Rosy |
Rosz 
Die Liste der Biografien führt alle Personen auf, die in der deutschsprachigen Wikipedia einen Artikel haben. Dieses ist eine Teilliste mit 210 Einträgen von Personen, deren Namen mit den Buchstaben „Rosa“ beginnt.

## Rosa
- Rósa Áslaug Valdimarsdóttir (* 1959), isländische Fußballspielerin und -trainerin
- Rósa Björk Brynjólfsdóttir (* 1975), isländische Journalistin und Politikerin (Links-Grüne Bewegung)
- Rosa Chávez, Gregorio (* 1942), salvadorianischer römisch-katholischer Geistlicher, Kardinal und emeritierter Weihbischof in San Salvador
- Rosa Domingos, Silvia, portugiesische Fußballschiedsrichterin
- Rósa Ingólfsdóttir (1947–2020), isländische Schauspielerin
- Rosa Pinto, Jair (1921–2005), brasilianischer Fußballspieler
- Rosa Viñoles, Eber da (1949–1997), uruguayischer Rechtsanwalt und Politiker
- Rosa von Lima (1586–1617), peruanische Jungfrau, Mystikerin und Dominikaner-TerziarinRosa von Lima (1586–1617)

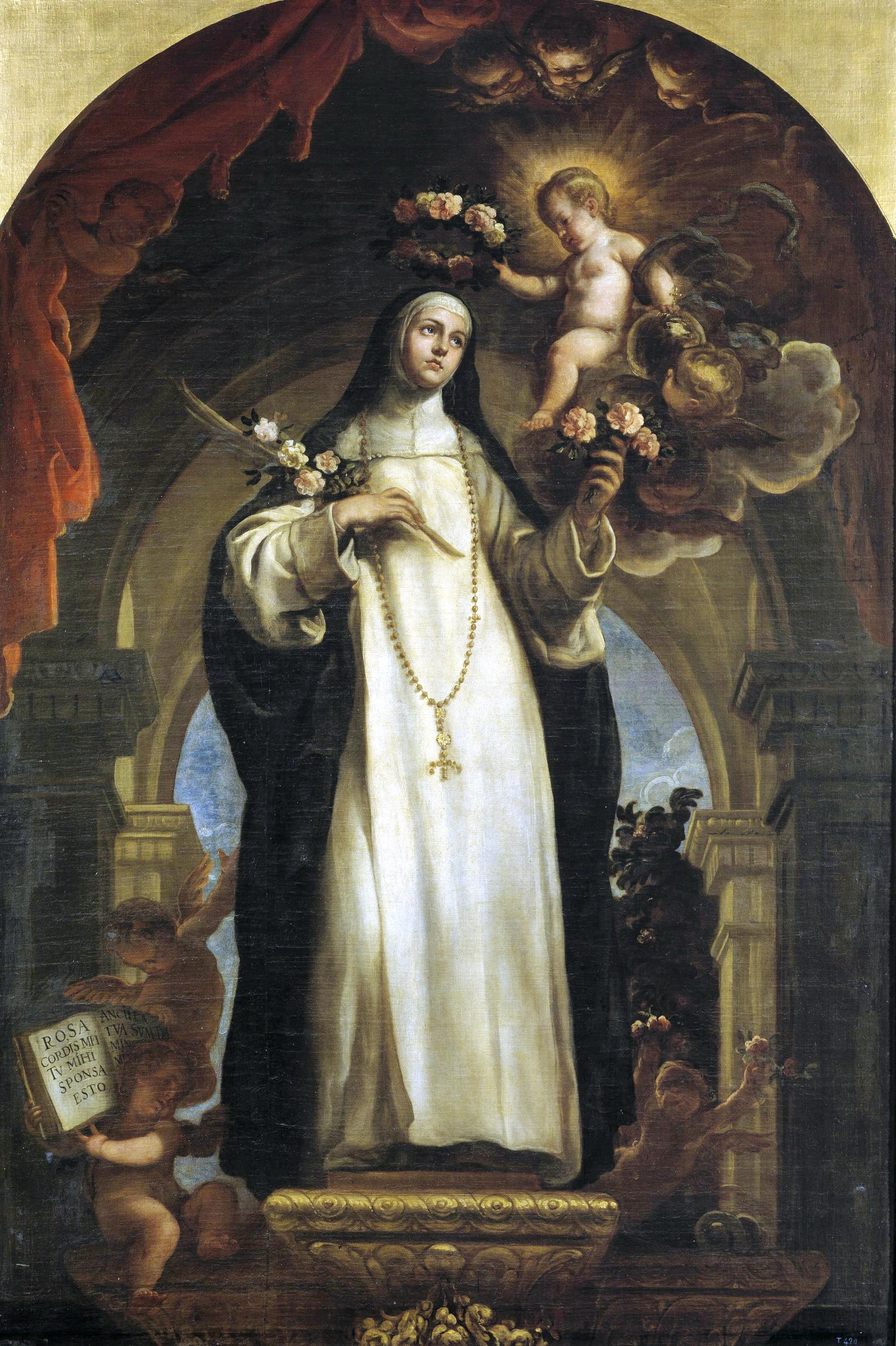
Rosa von Lima (1586–1617)

- Rosa von Viterbo († 1252), katholische Mystikerin
- Rosa y Carpio, Ramón Benito de La (* 1939), römisch-katholischer Geistlicher, emeritierter Erzbischof von Santiago de los Caballeros
- Rosa, Adelaide da, osttimoresische Polizistin
- Rosa, Adrian (* 1971), englischer Snookerspieler
- Rosa, Afonso Cláudio de Freitas (1859–1934), brasilianischer Politiker, Jurist, Hochschullehrer und Autor
- Rosa, Agustín de la, spanischer Politiker
- Rosa, Alexander (* 1937), kanadisch-slowakischer Mathematiker
- Rosa, António Ramos (1924–2013), portugiesischer Lyriker und Essayist
- Rosa, Archimede (1899–1953), italienischer Autorennfahrer
- Rosa, Augusto (1738–1784), italienischer Architekt und Phelloplastiker
- Rosa, Bernhard (1624–1696), Abt des Zisterzienserklosters Grüssau
- Rosa, Carl (1842–1889), britischer Dirigent und Theaterintendant deutscher Abstammung
- Rosa, César Maria de Serpa (1899–1968), portugiesischer Gouverneur von Portugiesisch-Timor
- Rosa, Chiara (* 1983), italienische Leichtathletin
- Rosa, Claudio (* 1935), brasilianischer Radrennfahrer
- Rosa, Cristian da (* 1987), brasilianischer Straßenradrennfahrer
- Rosa, Daniel António, angolanischer Diplomat
- Rosa, Daniel la (* 1985), deutscher Automobilrennfahrer
- Rósa, Dénes (* 1977), ungarischer Fußballspieler
- Rosa, Diego (* 1989), italienischer Radrennfahrer
- Rosa, Diego (* 2002), brasilianischer Fußballspieler
- Rosa, Diego M. (* 1953), italienischer römisch-katholischer Ordensgeistlicher, Abt von Monte Oliveto Maggiore, Generalabt der Olivetaner
- Rosa, Don (* 1951), US-amerikanischer Comickünstler
- Rosa, Dona (* 1957), portugiesische Fadosängerin
- Rosa, Edward Bennett (1861–1921), US-amerikanischer Physiker
- Rosa, Ercole (1846–1893), italienischer Bildhauer
- Rosa, Erich (1901–1960), deutscher Politiker (CSU), MdL Bayern
- Rosa, Frederico (1957–2019), portugiesischer Fußballspieler
- Rosa, Gabrio (* 1954), italienischer Autorennfahrer
- Rosa, Giovanni Battista (1891–1972), italienischer Schriftsteller und Literaturkritiker
- Rosa, Gonzalo (* 1990), uruguayischer Fußballspieler
- Rosa, Gudula, deutsche Blockflötistin und Musikpädagogin
- Rosa, Hartmut (* 1965), deutscher Soziologe und PolitikwissenschaftlerHartmut Rosa (* 1965)

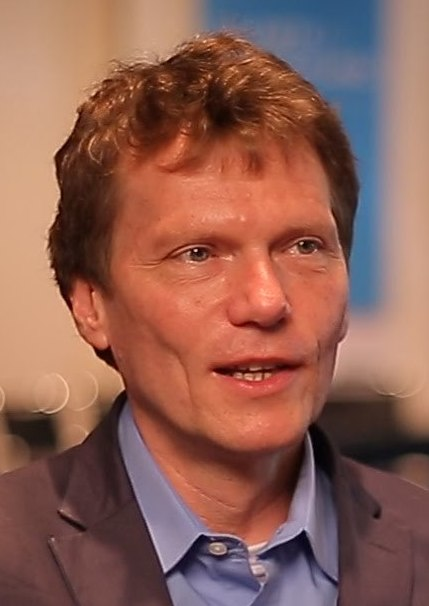
Hartmut Rosa (* 1965)

- Rosa, Henrique Pereira (1946–2013), guinea-bissauischer Politiker, Präsident von Guinea-Bissau (2003–2005)
- Rosa, Hermann (1911–1981), deutscher Bildhauer
- Rosa, Hernâni José da (* 1984), brasilianisch-polnischer Fußballspieler
- Rosa, Humberto (1932–2017), argentinisch-italienischer Fußballspieler und -trainer
- Rosa, Isaac (* 1974), spanischer Romanautor und Kolumnist
- Rosa, Jeleaugh (* 2004), niederländische Fußballspielerin
- Rosa, João Guimarães (1908–1967), brasilianischer Autor und RomancierJoão Guimarães Rosa (1908–1967)

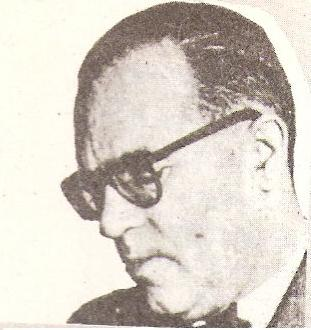
João Guimarães Rosa (1908–1967)

- Rosa, Johannes (1532–1571), deutscher Historiker, Moralphilosoph und lutherischer Theologe
- Rosa, John W. (* 1951), US-amerikanischer Offizier, Generalleutnant der US Air Force
- Rosa, Juan José de la (* 1982), mexikanischer Bahn- und Straßenradrennfahrer
- Rosa, Kelly (* 2004), brasilianische Handballspielerin
- Rosa, Lelita (* 1908), brasilianische Filmschauspielerin
- Rosa, Luiz Henrique (1938–1985), brasilianischer Sänger und Gitarrist
- Rosa, Marcello (1935–2024), italienischer Jazzmusiker (Posaune, Arrangement, Komposition)
- Rosa, Marco (* 1982), italo-kanadischer Eishockeyspieler und -trainer
- Rosa, María Jesús (1974–2018), spanische Boxsportlerin
- Rosa, Mario (1932–2022), italienischer Historiker
- Rosa, Mario de la (* 1974), spanischer Schauspieler
- Rosa, Melchiorre (1884–1971), italienischer Komponist
- Rosa, Nelson de la (1968–2006), dominikanischer Schauspieler
- Rosa, Olívio da (* 1986), brasilianischer Fußballspieler
- Rosa, Onofre Cândido (1924–2009), brasilianischer Ordensgeistlicher, römisch-katholischer Bischof von Jardim
- Rosa, Pâmela (* 1999), brasilianische professionelle Skateboarderin
- Rosa, Paolo (1949–2013), italienischer visueller Künstler und Experimentalfilmregisseur
- Rosa, Pavel (* 1977), tschechischer Eishockeyspieler und -trainer
- Rosa, Pedro de la (* 1971), spanischer AutomobilrennfahrerPedro de la Rosa (* 1971)

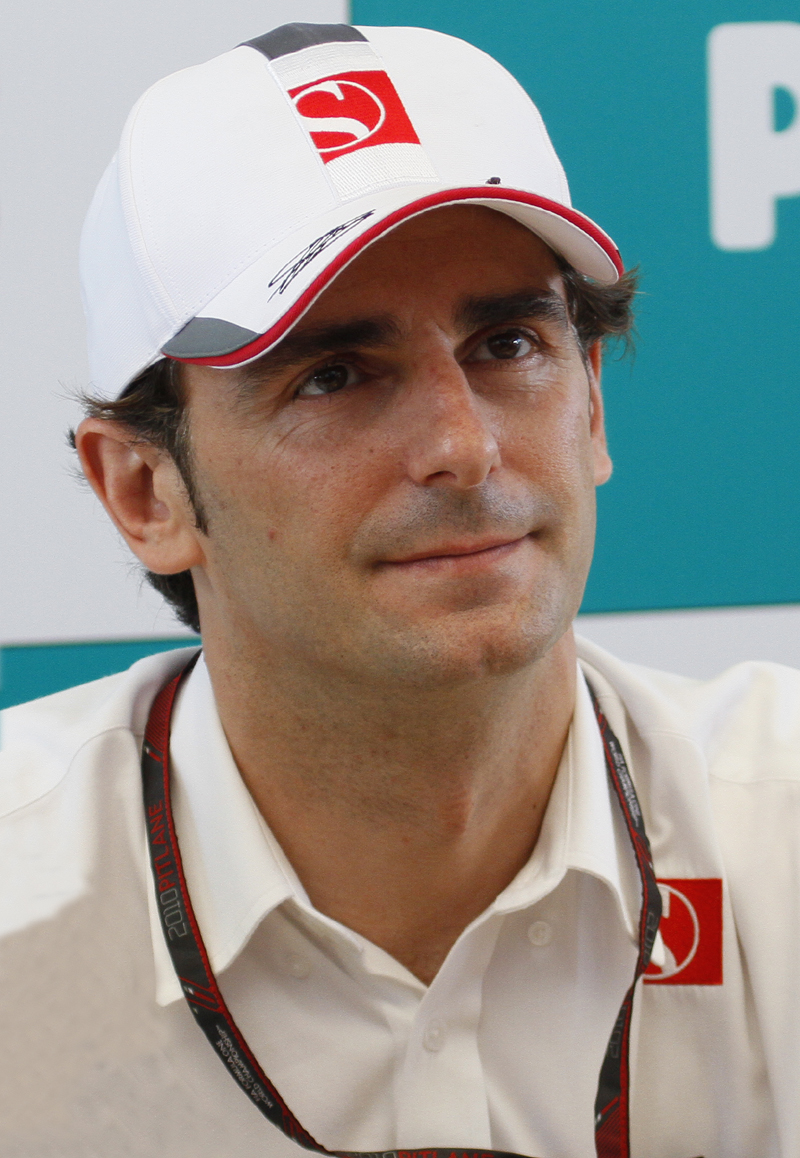
Pedro de la Rosa (* 1971)

- Rosa, Pietro (1810–1891), italienischer Klassischer Archäologe, Topograph und Politiker
- Rosa, Rangel da (* 1996), brasilianischer Handballspieler
- Rosa, Ricardo de Souza (* 1954), brasilianischer Ichthyologe
- Rosa, Roberto Barthel (1906–1990), brasilianischer Diplomat
- Rosa, Roberto Pinheiro da (* 1998), brasilianischer Fußballspieler
- Rosa, Rogelio de la (1916–1986), philippinischer Politiker, Schauspieler und Diplomat
- Rosa, Ronald de la (* 1962), philippinischer Polizeipräsident
- Rosà, Rosa (1884–1978), italienische Schriftstellerin und Künstlerin des Futurismus
- Rosa, Salvator (1615–1673), italienischer MalerSalvator Rosa (1615–1673)

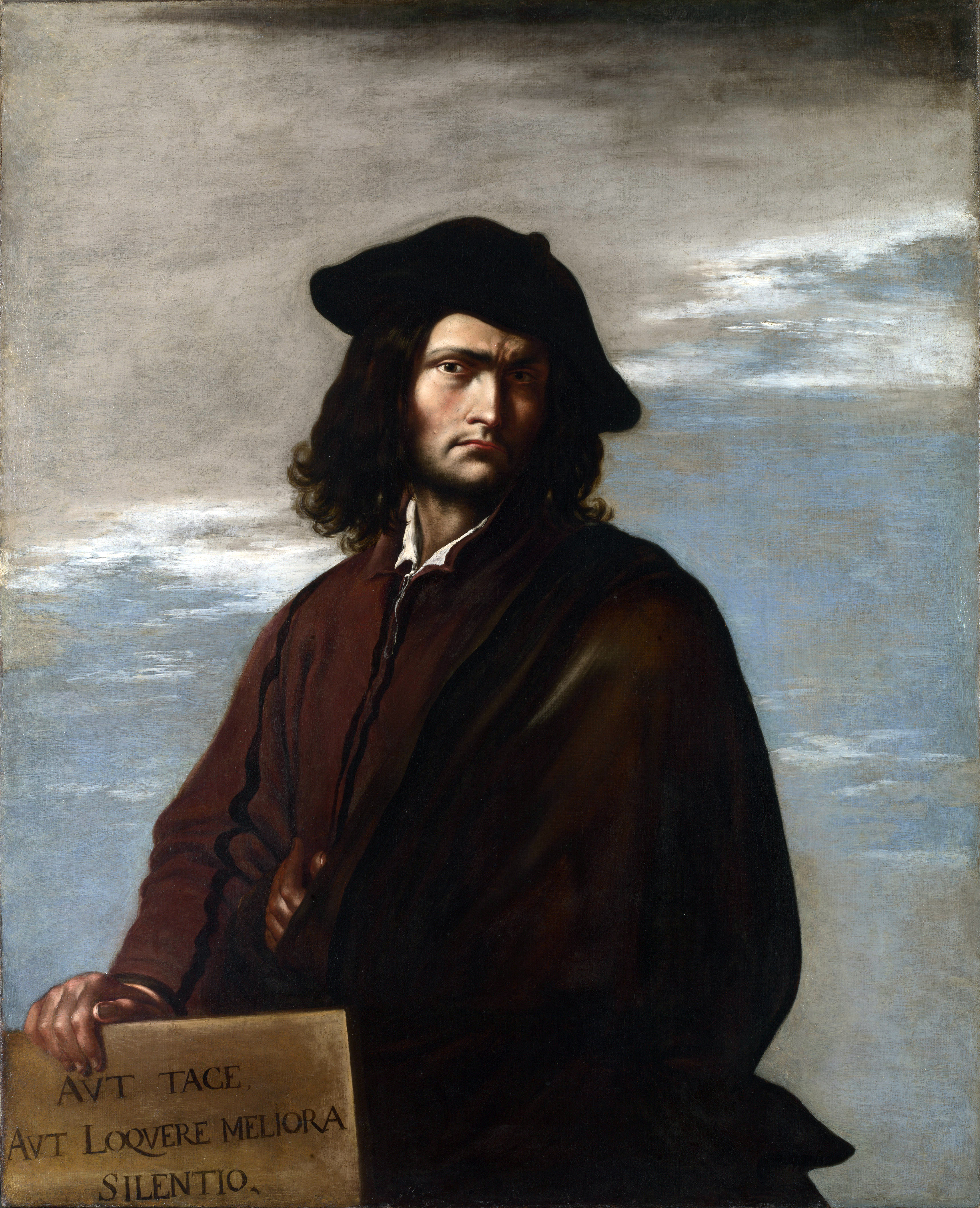
Salvator Rosa (1615–1673)

- Rosa, Sandro Chaves de Assis (* 1973), brasilianischer Fußballspieler
- Rosa, Secun de la (* 1969), spanischer Autor, Humorist und Schauspieler
- Rosa, Tomás de Sousa (1844–1918), portugiesischer Milität, Kolonialbeamter, Diplomat und Politiker
- Rosa, Václav Jan (1620–1689), tschechischer Jurist, Dichter und Philologe
- Rosa, Virgínia (* 1966), brasilianische Sängerin
- Rosa, Vitória Cristina (* 1996), brasilianische Sprinterin
- Rosa, Vittorio (* 1896), italienisch-argentinischer Automobilrennfahrer

### Rosab
- Rosabal, Edgar (* 2005), uruguayischer Hochspringer

### Rosad
- Rosada, Ariel Javier (* 1978), argentinischer Fußballspieler
- Rosadilla, Luis (* 1953), uruguayischer Politiker
- Rosado, Gabriel (* 1986), US-amerikanischer Boxer
- Rosado, Isabel (1907–2015), puerto-ricanische Unabhängigkeitsaktivistin
- Rosado, Nelson (* 1976), portugiesischer Musiker
- Rosado, William (* 1970), US-amerikanischer Comiczeichner

### Rosag
- Rosager, Clara (* 1996), dänische Schauspielerin

### Rosai
- Rosai, Eugen (1885–1956), Clown, Zirkusartist, Dompteur und Zirkusunternehmer
- Rosai, Ottone (1895–1957), italienischer Maler des Futurismus und Novecento
- Rosaiah, K. (1933–2021), indischer Politiker

### Rosak
- Rosakis, Ares J. (* 1956), griechisch-amerikanischer Ingenieur
- Rosakow, Rail Alexandrowitsch (* 1981), russischer Eishockeyspieler

### Rosal
- Rosal, Mauricio Claudio (1912–1975), guatemaltekischer Diplomat
- Rosales Banegas, Lisandro (* 1969), honduranischer Politiker, Außenminister
- Rosales Dean, Pedro (* 1930), philippinischer Geistlicher, Alterzbischof von Palo
- Rosales del Toro, Ulises (* 1942), kubanischer Generalmajor, Politiker und Vizepräsident des Ministerrats
- Rosales Escobar, Gustavo Adolfo (* 1964), chilenisch-ecuadorianischer römisch-katholischer Geistlicher, Bischof von San Jacinto
- Rosales i Castellà, Emili (* 1968), katalanischer Schriftsteller und Verleger
- Rosales y Ras, Julio (1906–1983), philippinischer Kardinal der römisch-katholischen Kirche und Erzbischof von Cebu
- Rosales, Alejandra (* 2002), salvadorianische Leichtathletin
- Rosales, Carmen (* 2002), spanische Weitspringerin
- Rosales, Caroline (* 1982), deutsche Autorin und JournalistinCaroline Rosales (* 1982)

Caroline Rosales (* 1982)

- Rosales, Cristian (1978–2011), uruguayischer Leichtathlet
- Rosales, Cristofer (* 1994), nicaraguanischer Boxweltmeister
- Rosales, Decoroso (1907–1987), philippinischer Rechtsanwalt und Politiker
- Rosales, Eduardo (1836–1873), spanischer Maler
- Rosales, Gaudencio (* 1932), philippinischer Geistlicher und emeritierter Erzbischof von Manila
- Rosales, José Benito (1795–1850), nicaraguanischer Politiker und Director Supremo von Nicaragua
- Rosales, Juan Enrique († 1825), Mitglied der ersten chilenischen Regierungsjunta
- Rosales, Kendi (* 1990), honduranische Leichtathletin
- Rosales, Manuel (* 1952), venezolanischer Politiker
- Rosales, Mauro (* 1981), argentinischer Fußballspieler
- Rosales, Melanie (* 1997), argentinische Sprinterin
- Rosales, Roberto (* 1988), venezolanischer Fußballspieler
- Rosales, Thomas Jr. (* 1948), US-amerikanischer Schauspieler und Stuntman
- Rosaleva, Gabriella (* 1942), italienische Malerin und Filmregisseurin
- Rosalia († 1166), Jungfrau, Eremitin, Heilige
- Rosalía (* 1992), spanische Sängerin und SongwriterinRosalía (* 1992)

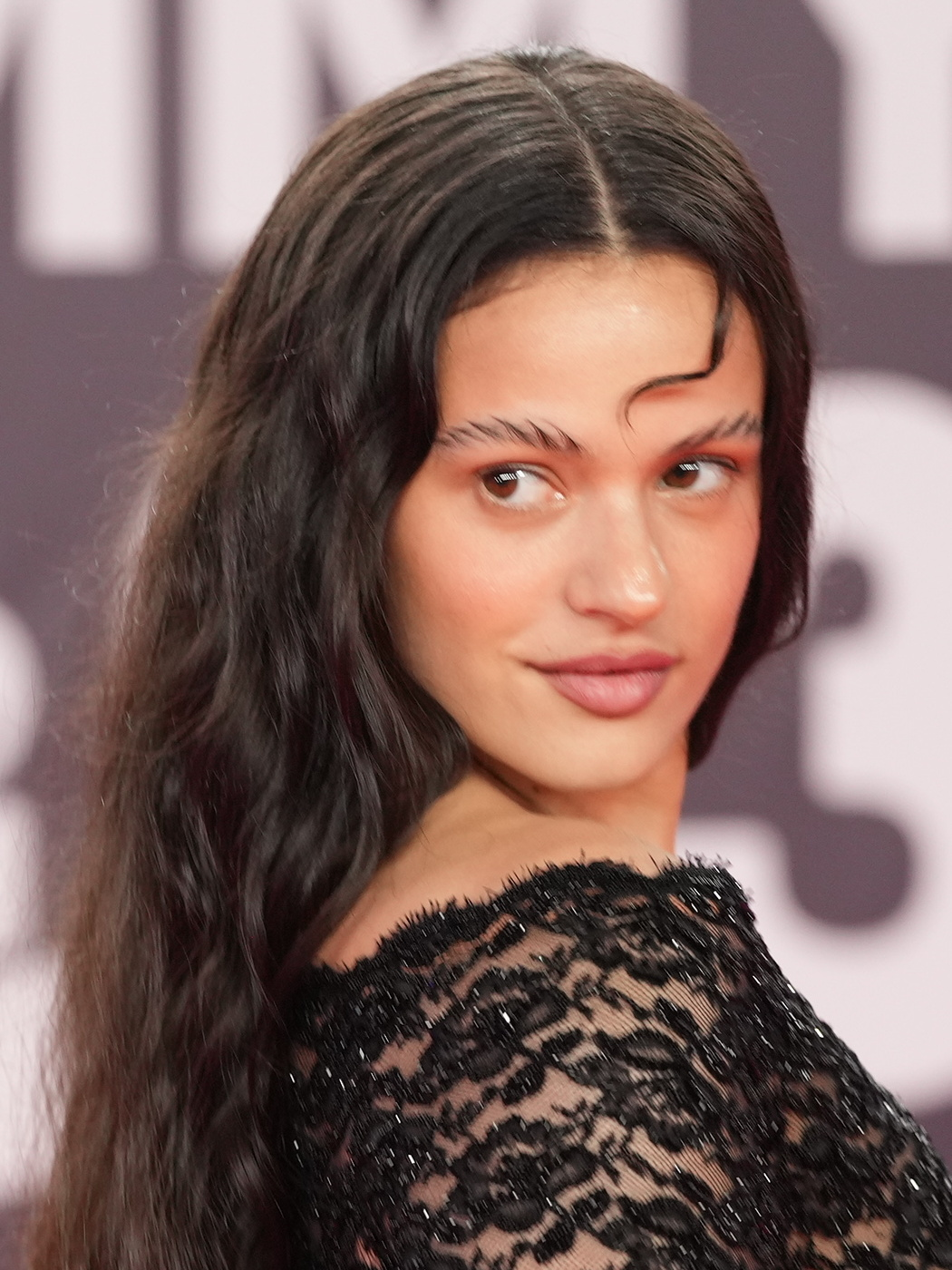
Rosalía (* 1992)

- Rosalie (1953–2017), deutsche Bühnen- und Kostümbildnerin, Malerin und Lichtkünstlerin
- Rosalina, Atu (* 1981), französische Badmintonspielerin, ursprünglich für Indonesien startend
- Rosaline von Villeneuve (1263–1329), französische Kartäuserin, Jungfrau, Heilige
- Rosalino, Franz von Paula (1736–1793), österreichischer katholischer Theologe, Bücherzensor, Bibelübersetzer
- Rosaly, Frank (* 1974), US-amerikanischer Jazz- und Improvisationsmusiker (Schlagzeug)

### Rosam
- Rosam, Walter Alfred (1883–1916), deutscher Maler des Expressionismus
- Rosam, Wolfgang M. (* 1957), österreichischer PR-Berater sowie Herausgeber und Chefredakteur des größten österreichischen Gourmetmagazins Falstaff
- Rosamel, Claude du Campe de (1774–1848), französischer Admiral und Politiker
- Rosamilia, Valentina (* 2003), Schweizer Sprinterin
- Rosamund Clifford († 1176), Mätresse des englischen Königs Heinrich II.
- Rosamunde, Königin der Langobarden

### Rosan
- Rosana (* 1963), spanische Sängerin von den Kanarischen Inseln
- Rosana (* 1982), brasilianische Fußballspielerin
- Rosand, Aaron (1927–2019), US-amerikanischer Geiger und Musikpädagoge
- Rosander, Oscar (1901–1971), schwedischer Schnittmeister
- Rosandić, Tara (* 1988), kroatische Schauspielerin
- Rosandić, Vilim (* 1996), kroatisch-slowakischer Eishockeytorwart
- Rosandich, Thomas P. (* 1932), US-amerikanischer Leichtathletiktrainer, Präsident der United States Sports Academy
- Rosanes, Jacob (1842–1922), deutscher Mathematiker und Schachmeister; Hochschullehrer und Rektor in Breslau
- Rosani, Danuta (* 1951), polnische Leichtathletin
- Rosani, Giovanni Battista (1787–1862), italienischer Geistlicher, Kurienbischof und Präsident der Akademie für den kirchlichen Adel
- Rosani, Nadine Elda (* 1975), deutsch-italienische Holzbildhauerin
- Rosani, Paolo (1949–1982), italienisches Model und Schauspieler
- Rosani, Rita (1920–1944), italienische Lehrerin und Widerstandskämpferin
- Rosano, Sebastián (* 1987), uruguayischer Fußballspieler
- Rosanow, Juri Anatoljewitsch (* 1934), russischer Mathematiker
- Rosanow, Wassili Wassiljewitsch (1856–1919), russischer Religionsphilosoph
- Rosanowa, Olga Wladimirowna (1886–1918), russische Malerin, Lyrikerin und Kunsttheoretikerin
- Rosanvallon, Pierre (* 1948), französischer Historiker und Intellektueller

### Rosar
- Rosar, Annie (1888–1963), österreichische SchauspielerinAnnie Rosar (1888–1963)

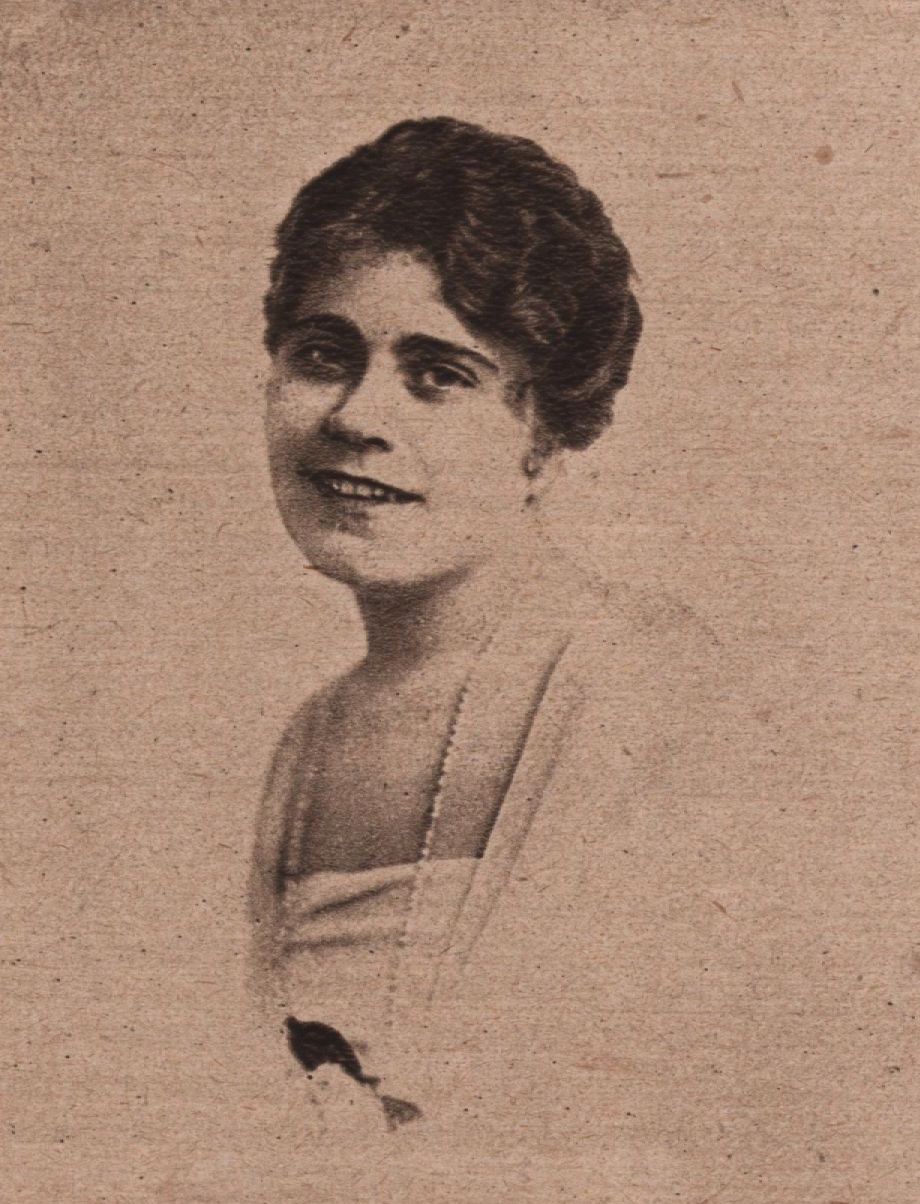
Annie Rosar (1888–1963)

- Rosario (1918–2000), spanische Flamenco-Tänzerin und -Choreografin
- Rosario Arrendel, Juana (* 1978), dominikanische Hochspringerin
- Rosário Ferrão, Filipe Neri António Sebastião do (* 1953), indischer Geistlicher, Patriarch und Erzbischof des Erzbistums Goa e Damão
- Rosario Sánchez, Francisco del (1817–1861), dominikanischer Politiker
- Rosário, Alarico de, osttimoresischer Politiker
- Rosario, Albert del (1939–2023), philippinischer Politiker
- Rosário, Arthur Bispo do (1909–1989), brasilianischer Objektkünstler
- Rosário, Carlos Agostinho do (* 1954), mosambikanischer Politiker (FRELIMO) und Premierminister
- Rosario, Edwin (1963–1997), puerto-ricanischer Boxer
- Rosario, Félix del (1934–2012), dominikanischer Jazzmusiker und Komponist
- Rosário, Gualberto do (* 1950), kap-verdischer Premierminister
- Rosário, Joana do, osttimoresische Politikerin
- Rosario, Joseph Albert (1915–2011), indischer römisch-katholischer Ordensgeistlicher, Bischof von Amravati
- Rosário, Lourenço do (* 1949), mosambikanischer Literaturwissenschafter
- Rosario, Manuel del (1915–2009), philippinischer Geistlicher, Bischof von Malolos
- Rosário, Maria do (* 1966), brasilianische PolitikerinMaria do Rosário (* 1966)

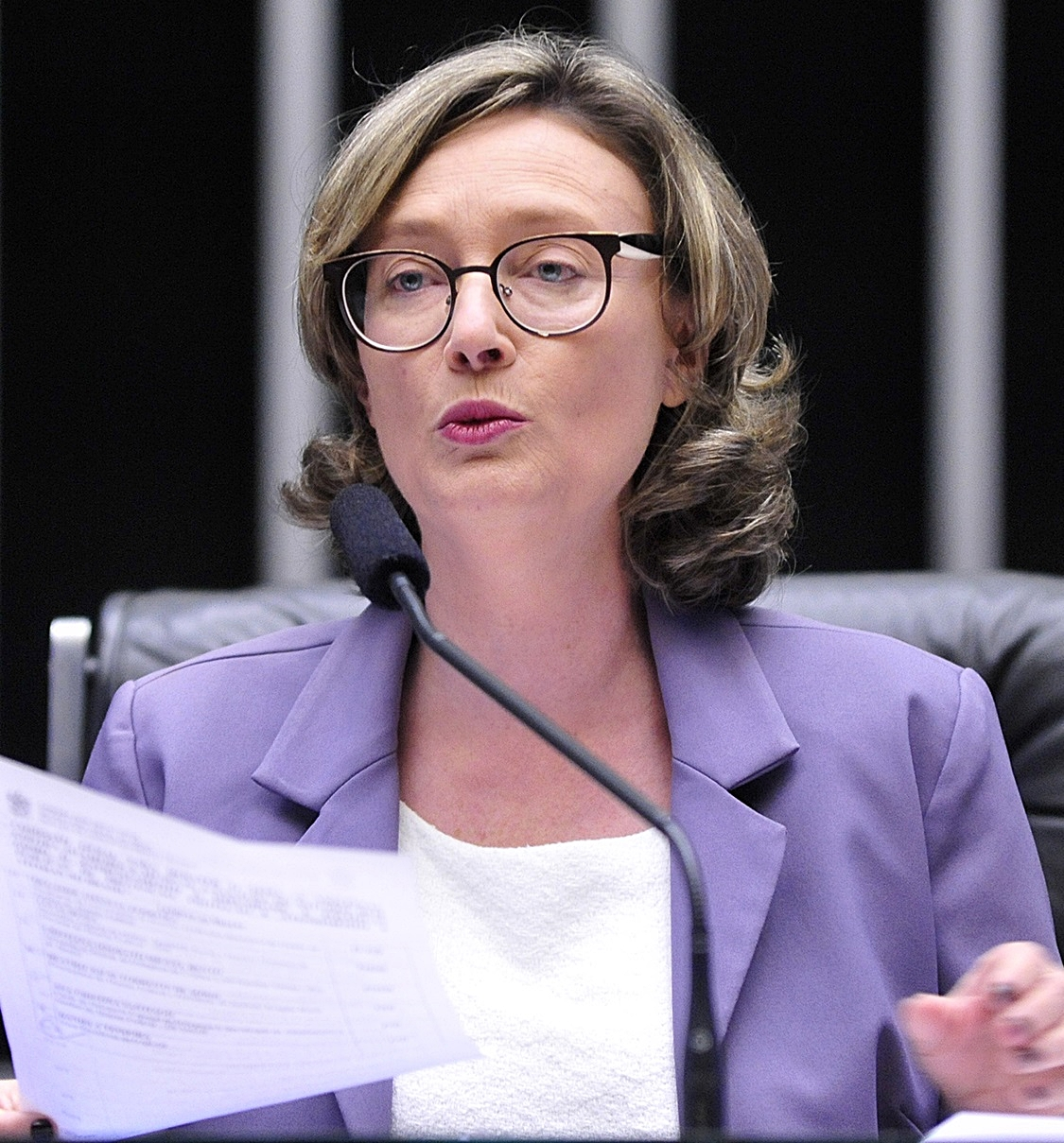
Maria do Rosário (* 1966)

- Rosario, Pablo (* 1997), niederländischer Fußballspieler
- Rosario, Toño (* 1955), dominikanischer Merenguemusiker, Komponist, Songwriter und Produzent
- Rosario, Willie (* 1924), puerto-ricanischer Salsamusiker

### Rosas
- Rosas Cobian, Michael (* 1953), argentinischer Komponist
- Rosas, Albert (* 2002), andorranischer Fußballspieler
- Rosas, Aldrick (* 1994), US-amerikanischer American-Football-Spieler
- Rosas, Allan (* 1948), finnischer Jurist und Richter am Europäischen Gerichtshof
- Rosas, Anton von (1791–1855), österreichischer Augenarzt
- Rosas, César (* 1954), mexikanischer Rocksänger und -gitarrist
- Rosas, Daniella (* 2002), peruanische Surferin
- Rosas, Felipe (1907–1986), mexikanischer Fußballspieler
- Rosas, Héctor De (1931–2015), argentinischer Tangosänger
- Rosas, Juan Alberto (* 1984), mexikanischer Boxer
- Rosas, Juan Manuel de (1793–1877), argentinischer DiktatorJuan Manuel de Rosas (1793–1877)

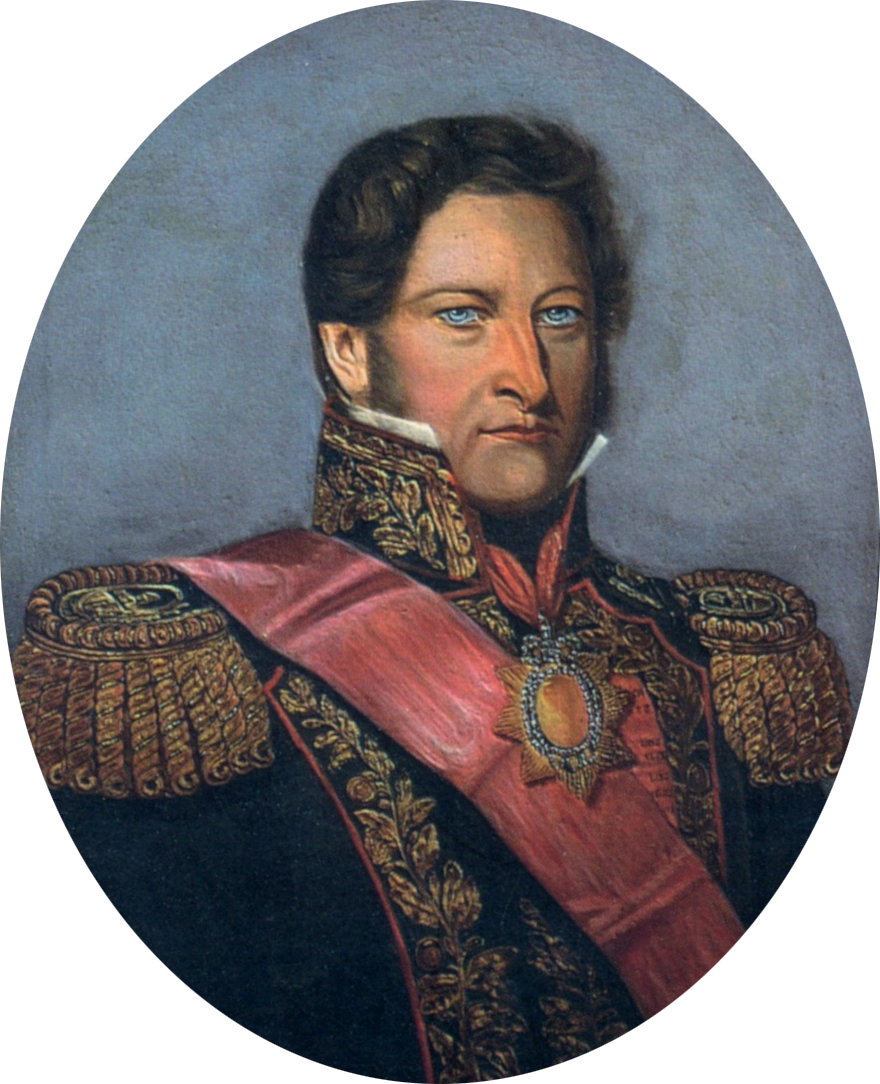
Juan Manuel de Rosas (1793–1877)

- Rosas, Juventino (1868–1894), mexikanischer Musiker und Komponist
- Rosas, Manuel (1912–1989), mexikanischer Fußballspieler
- Rosas, Miguel, mexikanischer Fußballspieler
- Rosas, Ranulfo (1934–2015), mexikanischer Fußballspieler
- Rosas, Rick (1949–2014), US-amerikanischer Bassist

### Rosat
- Rosat, Adalberto Arturo (1934–2015), italienischer Ordensgeistlicher, Prälat von Aiquile
- Rosat, Jean Luc (1953–2021), brasilianischer Volleyballspieler
- Rosatelli, Celestino (1885–1945), italienischer Luftfahrtingenieur
- Rosatello, Camilla (* 1995), italienische Tennisspielerin
- Rosati, Antonio (* 1983), italienischer Fußballtorhüter
- Rosati, Carlo (1876–1929), italienischer Mathematiker
- Rosati, Carolina (1826–1905), italienische Primaballerina
- Rosati, Dariusz (* 1946), polnischer Politiker, MdEP
- Rosati, Enrico (1874–1963), italienischer Gesangslehrer
- Rosati, Faliero (* 1946), italienischer Filmregisseur und Drehbuchautor
- Rosati, Giuseppe (* 1923), italienischer Filmregisseur und Drehbuchautor
- Rosati, Joseph (1789–1843), erster Erzbischof von St. Louis
- Rosati, Mike (* 1968), italo-kanadischer Eishockeytorwart und -trainer
- Rosati, Sandro (* 1958), italienischer Judoka
- Rosati, Weronika (* 1984), polnische Schauspielerin, polnisches ModelWeronika Rosati (* 1984)

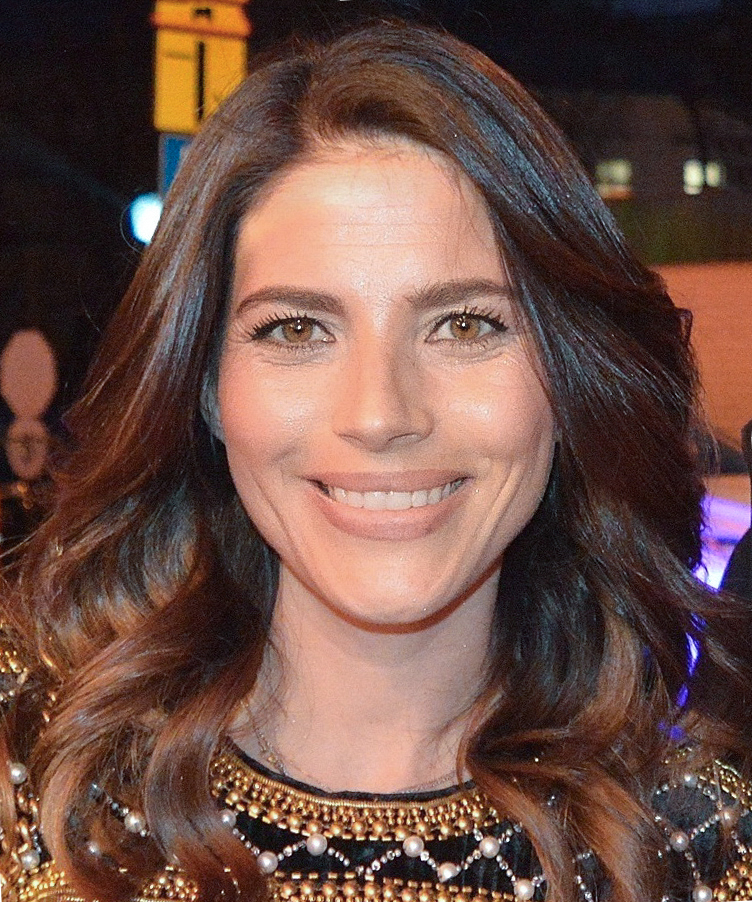
Weronika Rosati (* 1984)

- Rosato, Lucio (* 1940), italienischer Schauspieler
- Rosato, Marisa (* 1967), deutsche Fotografin
- Rosato, Rick (* 1988), kanadischer Jazzmusiker
- Rosato, Roberto (1943–2010), italienischer Fußballspieler

### Rosau
- Rosauro, Ney (* 1952), brasilianischer Komponist, Marimbavirtuose und Dirigent

### Rosay
- Rosay, Françoise (1891–1974), französische Schauspielerin

### Rosaz
- Rosazza, Joan (* 1937), US-amerikanische Schwimmerin
- Rosazza, Peter Anthony (* 1935), US-amerikanischer Geistlicher, emeritierter Weihbischof in Hartford